# سفن أب
سڤن أپ (بالإنجليزية: 7Up)‏ هي علامة تجارية أمريكية للمشروبات الغازية غير المحتوية على الكافيين بنكهة الليمون واللّيْم. حقوق العلامة التجارية مملوكة لشركة كيريج دكتور ببر في الولايات المتحدة وبيبسيكو في بقية العالم. النسخة الأمريكية من شعار سفن أب تتضمن دائرة حمراء-برتقالية بين "7" و "Up"؛ تم تحريك هذه الدائرة ذات اللون الأحمر البرتقالي واستخدامها كشخصية للعلامة التجارية مثل كوول سبوت. قبل ذلك، كانت التميمة شخصية خيالية تدعى فيدو ديدو أنشأتها جوانا فيروني وسو روز. يتم استخدامه خارج الولايات المتحدة لأكواب سفن أب ذات الشكل والشعار القديم، والتي تكون محدودة الوقت. يتنافس سفن أب بشكل أساسي مع سبرايت من شركة كوكاكولا.

## تاريخ

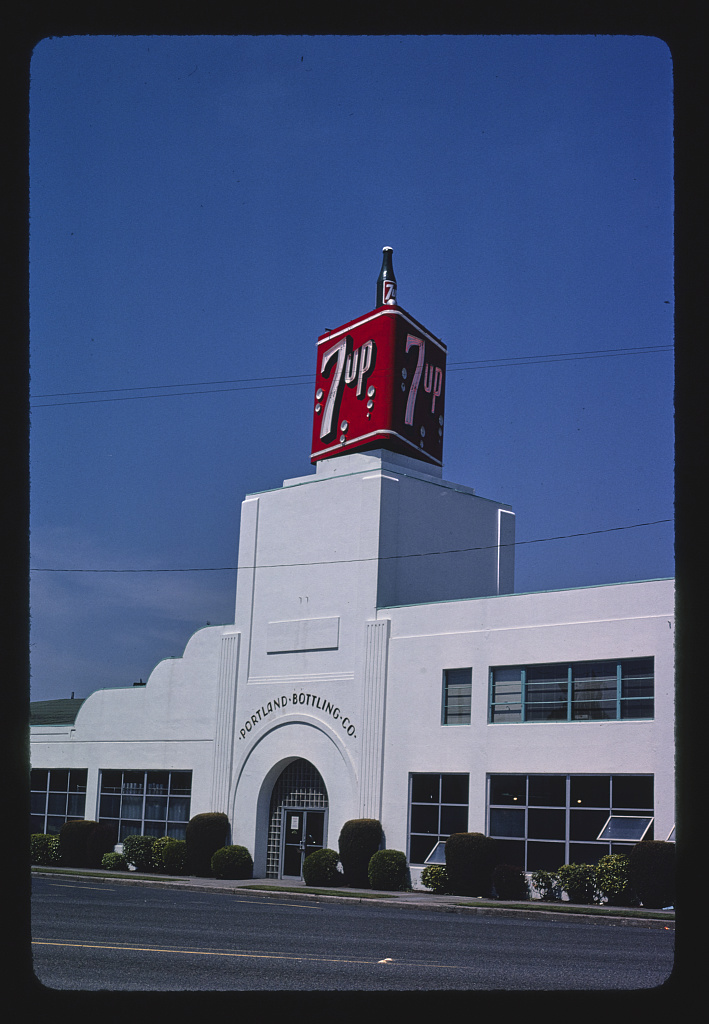
مبنى شركة سفن أب بوتلنغ في بورتلاند، أوريغون (1976)

تم إنشاء سفن أب بواسطة تشارلز ليبر غريغ، الذي أطلق شركته ذا هاودي كوربوريشن التي يقع مقرها في سانت لويس في عام 1920. ابتكر غريغ تركيبة مشروب غازي ليمون حامض في عام 1929. تم إطلاق المنتج، الذي أطلق عليه في الأصل اسم «بب-لَيّبل ليمون-لَيم صودا» (Bib-Label Lemon-Lime Soda)، قبل أسبوعين من انهيار وول ستريت عام 1929. كان يحتوي على سترات الليثيوم، وهو دواء يعمل على استقرار الحالة المزاجية، حتى عام 1948. كان واحداً من عدد من منتجات طب براءات الاختراع الشائعة في أواخر القرن التاسع عشر وأوائل القرن العشرين. تم اختصار اسمه لاحقًا إلى «أب لثييتد ليمون صودا 7» (7 Up Lithiated Lemon Soda) قبل أن يتم اختصاره إلى «سفن أب» فقط بحلول عام 1936.
هناك أسطورة مفادها أن اسم سفن أب يأتي من المشروب الذي يحتوي على درجة حموضة تزيد عن 7. هذا من شأنه أن يجعلها محايدة أو أساسية على المقياس؛ ومع ذلك، ليس هذا هو الحال، حيث أن درجة حموضة سفن أب تقترب من 3.79، مما يجعله حمضيًا على مقياس الأس الهيدروجيني ويشبه المشروبات الأخرى من هذا النوع. الأصل الحقيقي للاسم غير واضح، على الرغم من ادعاء بريتفيك أن الاسم يأتي من المكونات السبعة الرئيسية في المشروب، بينما ادعى آخرون أن الرقم هو إشارة مشفرة إلى الليثيوم الموجود في الوصفة الأصلية، التي لها كتلة ذرية حوالي 7. يدعي بريتفيك أيضًا أن الاسم ناتج عن حقيقة أن سفن أب كانت معبأة في زجاجات سعة 7 أونصات أو 207 مل (كوكاكولا ومعظم المشروبات الغازية الأخرى كانت معبأة في زجاجات 6 أونصات).
كانت سفن أب شركة خاصة مملوكة للعائلات المؤسسة الأصلية حتى تم بيعها في عام 1978 لشركة فيليب موريس، والتي باعتها في عام 1986 في جزأين: القسم الدولي لشركة بيبسيكو والأعمال التجارية الأمريكية لمجموعة بقيادة شركة الاستثمار هيكس آند هاز. في الولايات المتحدة، اندمجت سفن أب مع دكتور ببر في عام 1988؛ اشترت كادبوري شويبس الشركة المندمجة في عام 1995. تم إنشاء دكتور ببر سْنابل جروب من كادوبوري شويبس في عام 2008؛ اندمجت مع كيرغ غرين ماونتن في عام 2018 لتشكيل كيرغ دكتور ببر.

## استخدام

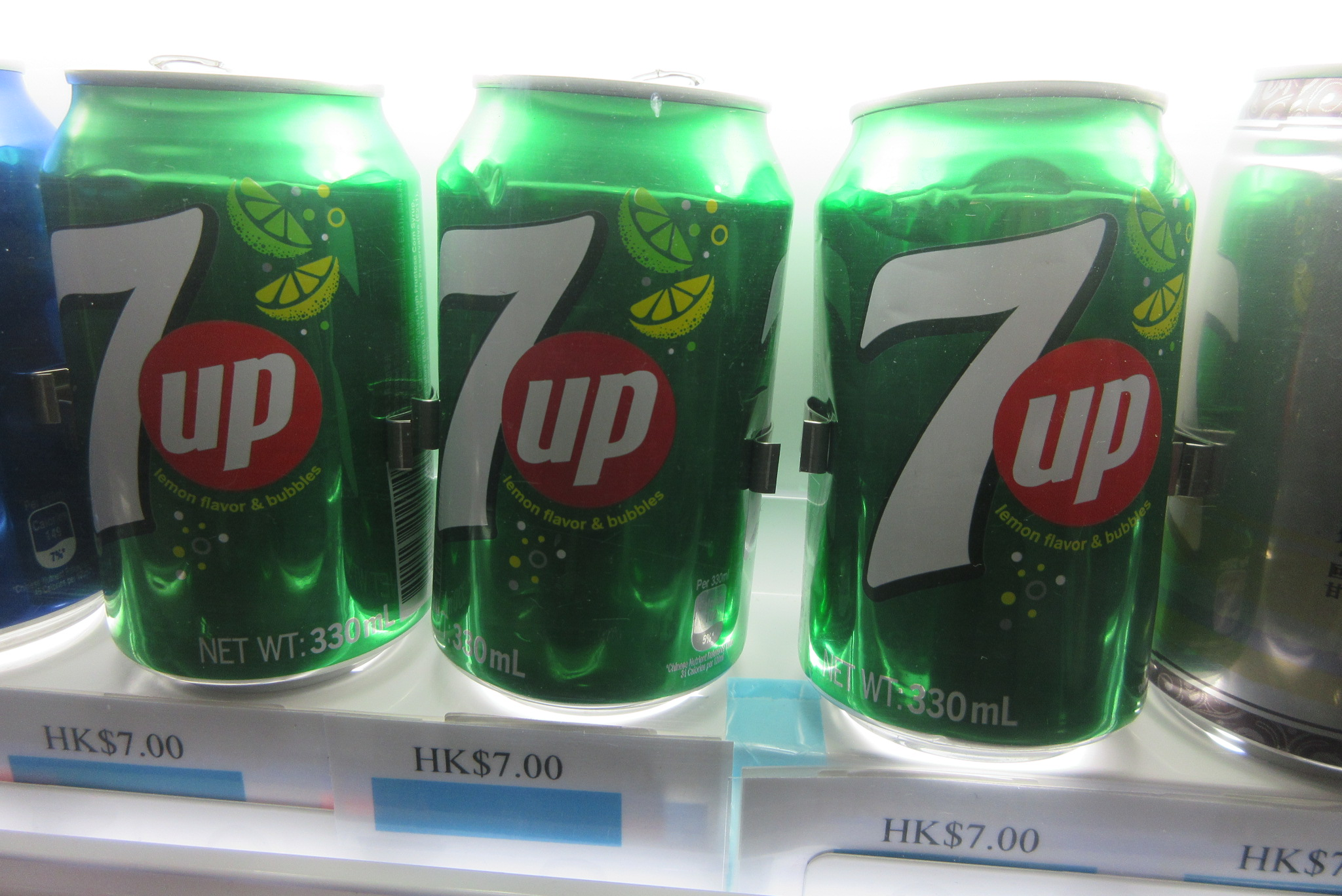
عبوات سفن أب دولية

يشيع تناول سفن آب الباردة مع الثلج، وهو معروف أيضًا بخلاط كوكتيل المشروبات الغازية-الكحولية بالليمون والليم، والنسخة الأكثر شيوعًا هي سفن آند سفن، أو «سي سي آند سفن» (ويسكي كلوب الكندي وسفن أب). يستخدم سفن أب أيضًا في مشروبات البنش (مشروب مُشكل) غير الكحولية.

## صيغة
تمت إعادة صياغة سفن أب عدة مرات منذ إطلاقها في عام 1929. في عام 2006، تمت إعادة صياغة إصدار المنتج المباع في الولايات المتحدة بحيث يمكن تسويقه على أنه «طبيعي 100٪». تم تحقيق ذلك عن طريق التخلص من عامل مخلب الكالسيوم ثنائي الصوديوم EDTA، واستبدال سترات الصوديوم بسيترات البوتاسيوم لتقليل محتوى الصوديوم في المشروبات. لا تحتوي هذه الصيغة المعدلة على عصير فواكه، وفي الولايات المتحدة، يتم تحليتها بشراب الذرة عالي الفركتوز (HFCS). دفعت عملية التصنيع المستخدمة في إنتاج مركبات الكربون الهيدروفلورية بعض مجموعات الصحة العامة والدعوة إلى تحدي الادعاءات «الطبيعية» للحملة الإعلانية. في عام 2007، بعد أن هدد مركز العلوم في المصلحة العامة بمقاضاة سفن أب، أُعلن أن سفن أب ستتوقف عن تسويقها على أنها «طبيعية 100٪». بدلاً من ذلك، يتم الترويج له الآن على أنه يحتوي على «نكهات طبيعية 100٪». لا يمتد الجدل إلى دول أخرى، مثل المملكة المتحدة، حيث لا يتم استخدام مركبات الكربون الهيدروفلورية بشكل عام في الأطعمة، بما في ذلك سفن أب. في عام 2011، بدأت سفن أب في اختبار تسويق صيغة تسمى سفن أب ريترو (7Up Retro)، باستخدام السكر بدلاً من مركبات الكربون الهيدروفلورية. تحمل ملصقات الحاويات التسمية التوضيحية «مصنوعة من السكر الحقيقي».

## أنواع

شعار سفن أب الذي تستخدمه شركة بيبسيكو للتوزيع الدولي.

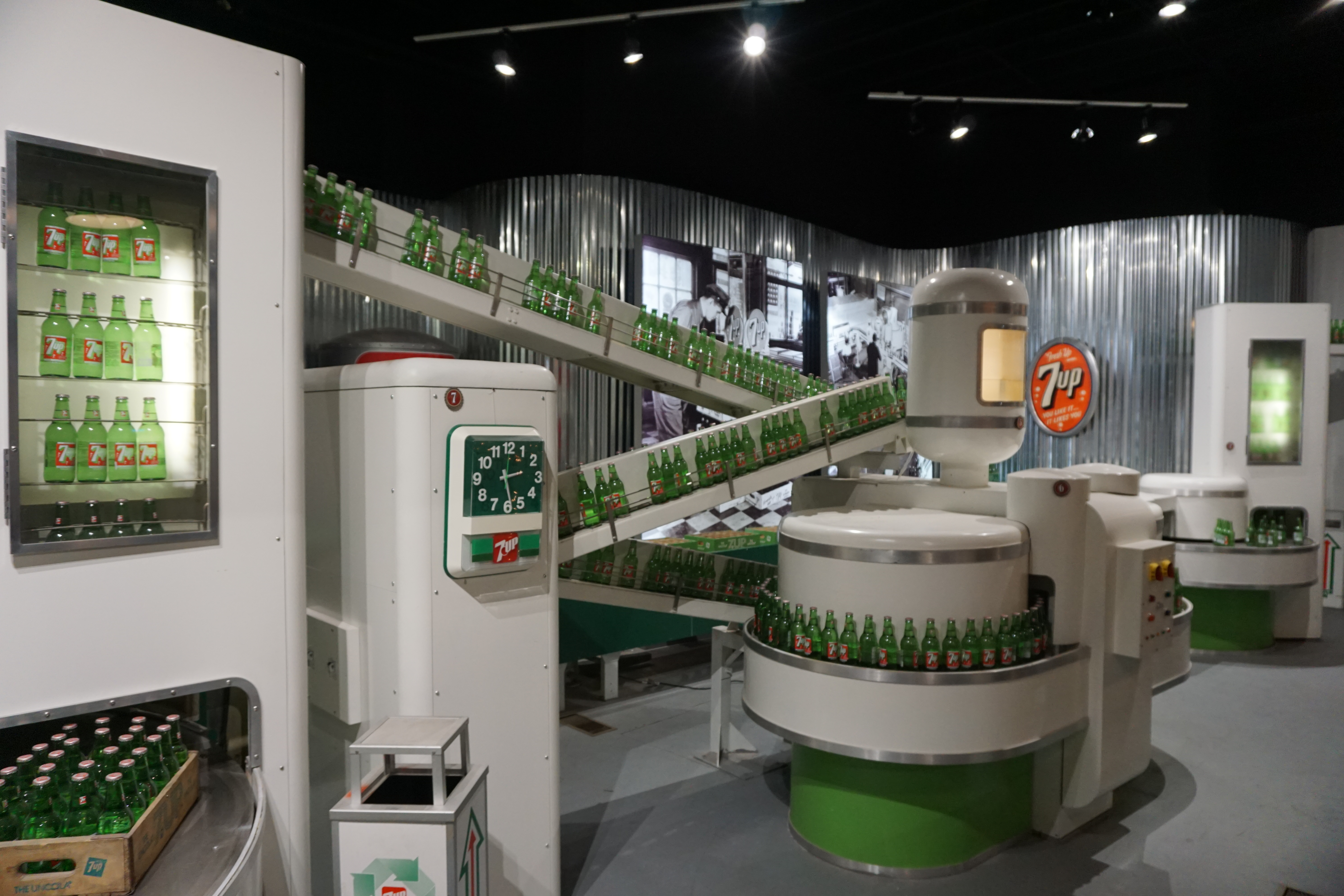
معرض تعبئة سفن أب في متحف دكتور ببر في وايكو، تكساس، الولايات المتحدة

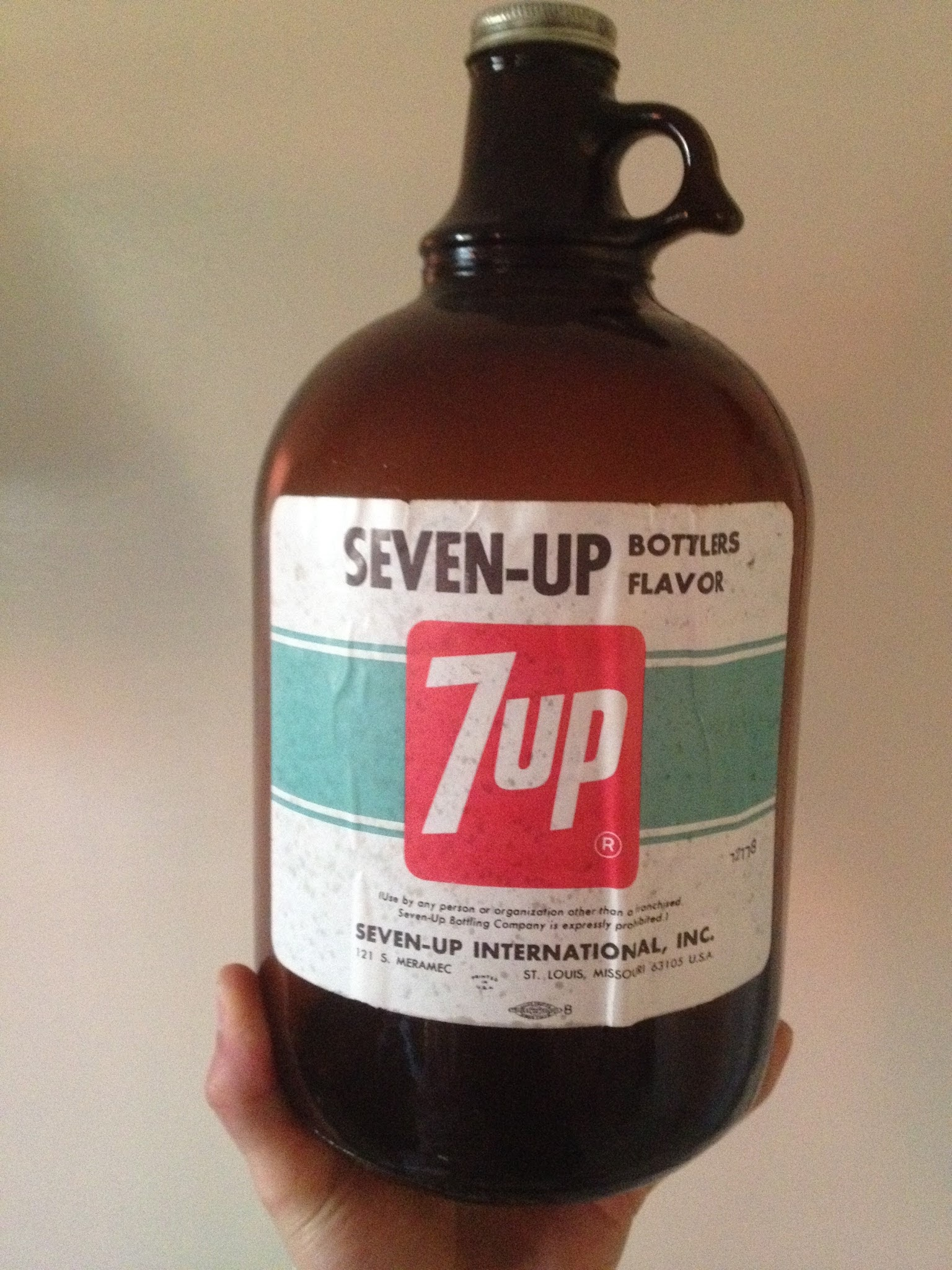
إبريق من نكهة عبوات سفن أب: يفتقر المركّز الشبيه بالشراب إلى السكر ويباع لأصحاب الامتياز لإعادة تعبئته.

سفن أب تن (7Up Ten): تم طرحه في عام 2013، إلى جانب «عشرة» أشكال مختلفة لمعظم العلامات التجارية الكبرى من دكتور ببر/سفن أب، يحتوي هذا على 10 سعرات حرارية. إنه مزيج يستخدم شراب الذرة عالي الفركتوز مع الأسبارتام وأسيسولفام البوتاسيوم لتحليته.
تروبيكال سفن أب (Tropical 7Up): بنكهة الأناناس/المانجو، تم تقديمه في عام 2014 لفترة محدودة، بالإضافة إلى عودته في عام 2015 مع علامة تجارية جديدة.
سفن أب ريترو (7Up Retro): تستخدم هذه التركيبة لعام 2011 السكر بدلاً من مركبات الكربون الهيدروفلورية كمُحلي لها. تم تقديمه في خاتمة موسم 2011 من مسلسل ذي أبرنتس (The Apprentice)، التعبئة والتغليف في 12 أونصة (355 مل). تتميز العلب إما بشعار كرة مرآة الديسكو في السبعينيات أو شعار الثمانينيات. كما أنه متوفر بحجم 12 أونصة. عبوات زجاجية بملصق مستوحى من شعار سفن أب الأصلي.
سفن أب زيرو شوغر / دايت سفن أب (7Up Zero Sugar / Diet 7Up): تم تقديم صودا الدايت هذه في الأصل في عام 1963 باسم لايك (Like) (يجب عدم الخلط بينها وبين مشروب سفن أب لايك كولا من الثمانينيات). ومع ذلك، تم إيقافه في عام 1969 بسبب حظر الحكومة الأمريكية لتحلية السيكلامات. بعد إعادة الصياغة، أعيد تقديمه تحت اسم سفن أب دايت في عام 1970. تم تغيير اسمه إلى سفن أب شوغر فري في عام 1973 ثم عاد إلى سفن أب دايت في عام 1979. تمت إعادة صياغة سفن أب دايت والإعلان عنه على أنه محلى بـ سبلندا (سكرالوز)؛ تمت إعادة تجهيز الصيغة وأدرجت هذه المكونات: المياه الغازية المفلترة، النكهات الطبيعية، حامض الستريك، سترات البوتاسيوم، بنزوات البوتاسيوم، الأسبارتام، أسيسولفام البوتاسيوم، الكالسيوم ثنائي الصوديوم EDTA. مكونات سفن أب دايت مع سبلندا هي: المياه الغازية المفلترة، النكهات الطبيعية، حامض الستريك، سترات البوتاسيوم، بنزوات البوتاسيوم، ثنائي الصوديوم EDTA، اسيسولفام البوتاسيوم، السكرالوز. تدعي شركة سفن أب أنها عادت إلى الأسبارتام لأنها أجرت دراسة على مستوى البلاد تظهر أن الناس يفضلون طعم الأسبارتام بدلاً من سبلندا. تمت إعادة تسمية المشروب ليصبح سفن أب زيرو شوغر في أواخر عام 2020.
تشيري سفن أب (Cherry 7Up): نوع بنكهة الكرز، تم تقديمه في عام 1987. نكهة تشيري سفن أب، مع هذه المكونات المدرجة لإصدار الولايات المتحدة: المياه الغازية، شراب الذرة عالي الفركتوز، حامض الستريك، النكهات الطبيعية والاصطناعية، بنزوات البوتاسيوم، الأحمر 40 (صبغة). أحد المكونات المعروفة بين «النكهات الطبيعية والاصطناعية» هو عصير التفاح. النسخة المباعة في الولايات المتحدة ملونة باللون الوردي وتأتي في زجاجة شفافة، بينما النسخة العالمية عديمة اللون وتأتي حاليًا في زجاجة وردية. تمت إعادة تسميته وإعادة صياغته إلى تشيري سفن أب أنتيوكسدنت (مضاد الأكسدة) في يناير 2009. يحتوي على 10٪ من جرعة فيتامين هـ (E) الموصى بها يوميًا في الولايات المتحدة لكل 8 أونصات أو 355 مل (4.2% كل 100 مل). في 8 نوفمبر 2012، قالت كيرغ دكتور ببر إنهت سوف يسحبون سفن أب بمضادات الأكسدة من الرفوف لإعادة صياغتها بحلول عام 2013. كما قالوا إن قرارها لا علاقة له بالدعوى، ولكن بسبب الاتساق في جميع المجالات.
دايت تشيري سفن أب (Cherry 7Up Zero Sugar / Diet Cherry 7Up): تم إعادة تقديم دايت تشيري سفن أب مؤخرًا بسبب الطلب الشعبي بعد أن فقد بسبب وجود نكهة سفن أب بلس تشيري. المكونات هي: مياه غازية مصفاة وتحتوي على 2٪ أو أقل مما يلي: حامض الستريك، نكهات طبيعية وصناعية، بنزوات البوتاسيوم (يحمي النكهة)، الأسبارتام، سترات البوتاسيوم، أسيسولفام البوتاسيوم، أحمر 40. فينيل كيتونوريكس: يحتوي على فينيل ألانين.
أورانج سفن أب (Orange 7Up): كانت هذه النكهة متاحة لفترة قصيرة في النرويج خلال منتصف التسعينيات. تم إصدارها في نفس وقت إصدار رازبيري سفن أب. كان مشروبًا غازيًا بنكهة الليمون، الليم، والبرتقال. تم سحبها من السوق بعد 2-3 سنوات. اليوم،   لا يزال من الممكن شراء أورانج سفن أب في النمسا. اعتبارًا من 2014، وهو متوفر في هولندا.
رازبيري سفن أب (Raspberry 7Up): كانت هذه النكهة متاحة لفترة قصيرة في النرويج والدنمارك (وربما دول أوروبية أخرى) خلال أواخر الثمانينيات. تم إصداره في نفس وقت إصدار أورانج سفن أب. كان مشروبًا غازيًا بنكهة الليمون، الليم، والتوت. تم سحبها من السوق الأوروبية بعد 2-3 سنوات، ولكن لا يزال من الممكن العثور عليها في العديد من دول جنوب شرق آسيا مثل سنغافورة. 
سفن أب فري (7Up Free): يباع سفن أب فري في أيسلندا، المملكة المتحدة، أيرلندا، المكسيك، إسبانيا، النرويج، السويد، الأرجنتين، فنلندا، الإمارات العربية المتحدة، أوروغواي، باكستان، هولندا، تايلاند، فرنسا وألمانيا. لا يحتوي على مادة الكافيين أو السكر أو الملونات أو المواد الحافظة، ويتم تسويقه على أنه «نكهة الليمون والليم الطبيعية» على غرار النسخة الأمريكية «الطبيعية 100٪». يحتوي على مزيج من السكريات الاصطناعية، وكان النوع الوحيد في السوق النرويجي لمدة ثماني سنوات. يتسبب الافتقار إلى العلامة المعتادة أو عدم وجود علامة صفرية في إرباك المستهلكين النرويجيين، الذين يشترونها غالبًا دون علمهم بأنهم يشترون منتجًا يحتوي على سكريات صناعية. في المملكة المتحدة، تم بيع سفن أب فري في زجاجة سعة 600 مل، بدلاً من 500 مل منذ أوائل عام 2010. هذا جزء من دفع الحياة الصحية البريطانية لشركة بريتفيتش المصنعة لسفن أب حيث تباع إصدارات المنتجات الخالية من السكر في زجاجة أكبر.
سفن أب لايت (7Up Light): في الأسواق الدولية، تبيع شركة بيبسيكو سفن أب لايت كإصدار دايت من سفن أب.
سفن أب لَيّم (7Up Lime): سفن أب ليم يباع في الولايات المتحدة والأرجنتين. في الولايات المتحدة، ليست قوية وأقل كربونية. في الأرجنتين، تكون كربوناتها أكثر بكثير وتحتوي على 5٪ من عصير الليم.
سفن أب تشيري (7Up Cherry): سفن أب تشيري هو البديل المتاح حاليًا في المملكة المتحدة وفرنسا. إنه مشروب مختلف عن تشيري سفن أب ويستخدم وصفة مختلفة.
سفن أب ريفايف (7Up Revive): سفن أب ريفايف هو نوع مختلف من ماركة سفن أب المتوفرة في الهند (تم إطلاقها في عام 2015) ولاوس ويتم تسويقها على أنها هيدروتونيك (تحتوي على تركيز ملح وسكر أقل من جسم الإنسان).
سالتد ليمون سفن أب (Salted Lemon 7Up): مشروب ليمون مملح نشأ في هونغ كونغ، وهو مصنوع من الليمون المملح وسفن أب. إنه مشروب شائع يمكن العثور عليه في داي باي دونغ وتشا شان تينغ. تم تسميته أيضًا بأحد مشروبات هونغ كونغ الصيفية بواسطة كاثي باسيفيك ديسكفري.
سفن أب موخيتو فلايفور (7Up Mojito Flavour): تم إطلاق هذه النكهة في فرنسا في عام 2014 وهي متوفرة أيضًا في المملكة المتحدة وأيرلندا منذ أوائل عام 2016. الإصدار المباع في المملكة المتحدة يعتمد على سفن أب فري ولا يحتوي على سكر أو لون أو كافيين.

### صلصات الباربكيو والمخللات
في عام 2007، دخلت كادبوري شويبرز في شراكة ترخيص مع فيتا فود برودكتس لإنتاج مجموعة من صلصات الشواء والمخللات بنكهة دكتور ببر، سفن أب، وأي آند دبليو روت بير.

## حملات إعلانية

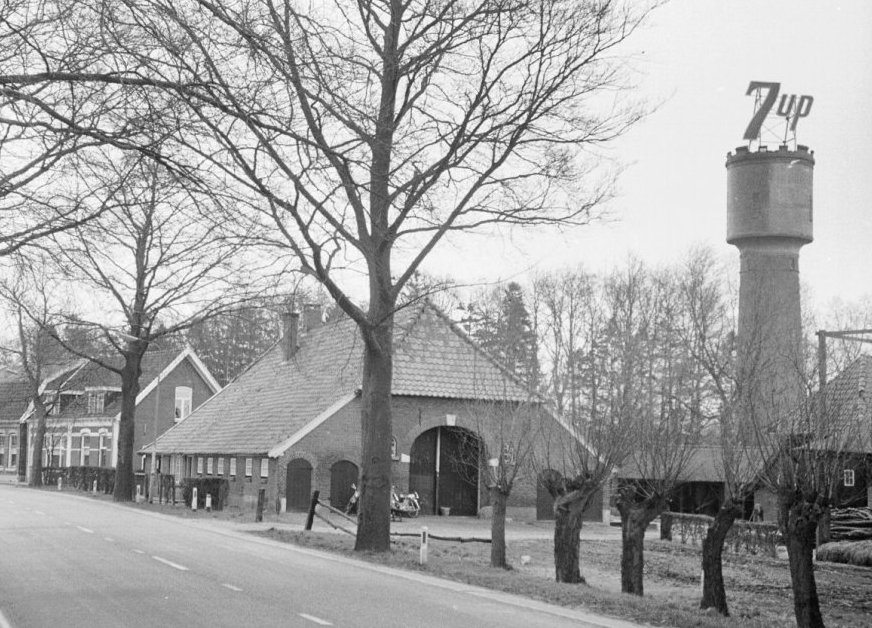
إعلان أعلى برج المياه في غوور بهولندا عام 1967

تم تثبيت علامات عبور المشاة المعدنية التي تقول «إشرب سفن أب السلامة أولاً» (Drink 7up Safety First) في العديد من المدن الأمريكية في الثلاثينيات.
وكان أحد الشعارات المستخدمة هو «تعجبك - تعجب بك» (You like it - It likes you) والتي ظهرت على لافتة كبيرة كانت لسنوات عديدة خارج شاطئ بونتشارترين في نيو أورلينز.
كان فريش أب فريدي (Fresh-Up Freddie) تميمة الديك لسفن أب في الخمسينيات من القرن الماضي. أعطى المشاهدين دروسًا حول كيفية التخطيط للحفلات والنزهات الناجحة من خلال توفير الكثير من سفن أب في متناول اليد. أنتجت الإعلانات التجارية ديزني، مما أعطى الشخصية مظهر ديزني المحدد في ذلك الوقت. تم وصف فريدي بأنه هجين من الديك باتشيتو بيستولز من ذا ثري كابلييروز والفكاهي أركوان بيرد من نفس الفيلم. غالبًا ما كان يرتدي ملابس بشرية. ظهر فريدي أيضًا في الاستراحات التجارية لمسلسل زورو عام 1957. في هذه الإعلانات التجارية، يتشاجر فريدي مع بيت القط. تم التعبير عن فريدي، الذي ظهر في كمية صغيرة من التجارة، بواسطة بول فريس.
في السبعينيات والثمانينيات، ظهر جيفري هولدر في الإعلانات التلفزيونية كجزء من حملة 7 أب الإعلانية «أنكولا» (Uncola)، المصممة لتسليط الضوء على الاختلافات بين سفن أب والمشروبات الغازية الأخرى في السوق بنكهة الكولا. في الإعلانات، يحمل جيفري زوجًا من مكسرات الكولا في يد والليمون والليم في اليد الأخرى (يستخدمان في نكهة سفن أب) من ناحية أخرى ويصفهما بـ «مكسرات أنكولا».
في عام 1987، قدمت شركة سفن أب سبوت، النقطة الحمراء-البرتقالية في شعار سفن أب مجسّمة في تعويذة. تم استخدام الشخصية بكثافة في الإعلانات والعناصر المرخصة في جميع أنحاء الولايات المتحدة، بما في ذلك منصة لعبة فيديو عام 1993 كوول سبوت.
تم استخدام شخصية الرسوم المتحركة التلفزيونية فيدو ديدو كتميمة من أواخر الثمانينيات وحتى أوائل التسعينيات، وأعيد تقديمها في الأسواق الدولية في أوائل العقد الأول من القرن الحادي والعشرين.
في أوائل عقد 2000، عمل أورلاندو جونز كمتحدث باسم شركة سفن آب في الولايات المتحدة في سلسلة من الإعلانات التجارية. والجدير بالذكر أن أحد الإعلانات التجارية جعله يرتدي قميصًا يحمل شعار شركة سفن أب آنذاك إجعل سفن أب لك (Make 7 Up Yours) مقسمًا بين الأمام والخلف مع المعنى المزدوج على الظهر الذي يتميز بجزء أب لك (Up Yours)؛ ستبيع سفن أب القميص من خلال متاجر التجزئة المتخصصة سبينسر غيفت لسنوات عديدة.
من عام 2002 إلى عام 2009، كان سفن أب كريسماس أون آيس حدثًا سنويًا للتزلج على الجليد يقام في العديد من البلدات والمدن في جميع أنحاء أيرلندا. حضر الحدث أكثر من 90,000 شخص في سميثفيلد، دبلن.

## وصلات خارجية
- الموقع الرسمي